# وووچا ویلکا
وووچا ویلکا (به لاتین: Wołcza Wielka) یک روستا در لهستان است که در گمینا میاستکو واقع شده‌است. وووچا ویلکا ۳۱۹ نفر جمعیت دارد.